# Rio Talas

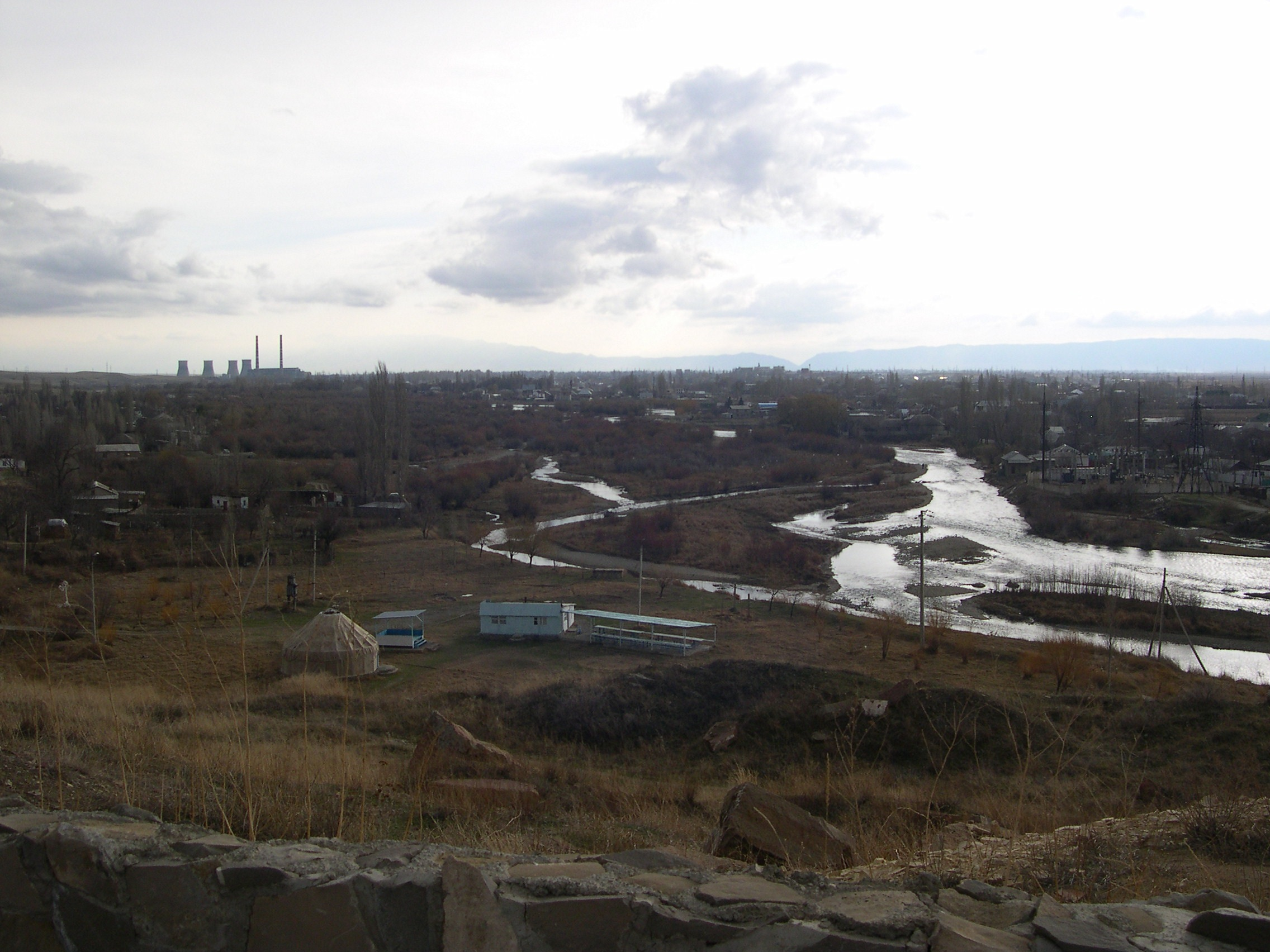
Vista do rio a partir da cidade de Taraz, no Cazaquistão.

O rio Talas é um rio asiático que percorre os territórios quirguiz e cazaque. Nasce na província de Talas, no noroeste do Quirguistão e flui para o oeste do Cazaquistão, onde percorre a província de Jambyl. É formado a partir da confluência dos rios Karakol e Uch-Koshoy. Ele atravessa a cidade de Taraz, na região de Jambyl, no Cazaquistão, e desaparece antes de chegar no Lago Aydyn.
Juntamente com os rios Ili e Chu, o Talas flui do noroeste quirguiz para o sul do território cazaque. O rio Ili sobe em Xinjiang, flui para o oeste e norte, próximo ao Lago Issyk Kul e, em seguida, chega ao Lago Balkash. O rio Chu sobe a oeste do lago Issyk Kul, flui para fora no estepe e desaparece antes de atingir o lago Syr Darya. Já o rio Talas, no entanto, corre do oeste ao sul, flui a oeste e noroeste do Quirguistão e desaparece já em área cazaque.
O rio Talas possui um total de 661 quilômetros, atingindo 52.700 km². Suas confluências dar-se-ão com os rios Karakol e Uch-Koshoy. Na margem esquerda do rio, encontra-se o centro administrativo da região de Talas, no Quirguistão, além do centro administrativo da região Nord, no Cazaquistão, próximo à cidade de Taraz.

## História
Durante a Batalha de Talas (nomeada após o rio) em 751, as forças do Califado Abássida derrotaram a Dinastia Tang da China, lideradas pelo general Gao Xianzhi, devido a uma disputa sobre um reino no vale de Fergana, com quem os chineses costumavam praticar o comércio. Esta vila se tornou alvo dos interesses abássidos, fazendo com que os tang chineses tornassem-se rivais na prática de comércio na região do rio Talas. A batalha foi ganha pelos abásidos, após karluks haver desertado.
O monge chinês Xuanzang costumava usar o rio Talas como rota para suas viagens. Ele constantemente descrevia o rio em suas escritas, comparando-o, muitas vezes, com o rio Chui, devido a proximidade destes dois.